# 無脊椎動物天然記念物一覧
無脊椎動物天然記念物一覧（むせきついどうぶつてんねんきねんぶついちらん）は、日本の文部科学大臣が指定した無脊椎動物の種および生息地、発生地等である天然記念物のリスト。ここでは、天然記念物指定基準「動物」に基づき指定されたもののうち無脊椎動物に関連するものを掲載する。なお、本項では文化財保護法に基づき日本国の政府（文部科学大臣）が指定したもののみを対象とし、地方自治体指定の天然記念物は対象外とする。

## 特別天然記念物

### 昆虫類
ミカドアゲハ
高知市のミカドアゲハおよびその生息地〔高知県高知市〕
ゲンジボタル
長岡のゲンジボタルおよびその発生地〔滋賀県米原市〕

### 軟体動物
ホタルイカ
ホタルイカ群遊海面〔富山県富山市・魚津市〕

## 天然記念物

### 昆虫類
- アサヒヒョウモン
- ウスバキチョウ
- オガサワラアメンボ
- オガサワライトトンボ
- オガサワラクマバチ
- オガサワラシジミ
- オガサワラセスジゲンゴロウ
- オガサワラゼミ
- オガサワラタマムシ
- オガサワラトンボ
- カラフトルリシジミ
- キマダラルリツバメチョウ
  - キマダラルリツバメチョウ生息地〔鳥取県鳥取市〕
- ゲンジボタル
  - 沢辺ゲンジボタル発生地〔宮城県栗原市〕
  - 東和町ゲンジボタル生息地〔宮城県登米市〕
  - 志賀高原石の湯のゲンジボタル生息地〔長野県下高井郡山ノ内町〕
  - 岡崎ゲンジボタル発生地〔愛知県岡崎市〕
  - 息長ゲンジボタル発生地〔滋賀県米原市〕
  - 清滝川のゲンジボタルおよびその生息地〔京都府京都市〕
  - 美郷のホタルおよびその発生地〔徳島県吉野川市〕
  - 木屋川・音信川ゲンジボタル発生地〔山口県長門市〕
  - 山口ゲンジボタル発生地〔山口県山口市〕
  - 船小屋ゲンジボタル発生地〔福岡県みやま市・筑後市〕
- ゴイシツバメシジミ
- シマアカネ
- ダイセツタカネヒカゲ
- ハナダカトンボ
- ヒメチャマダラセセリ
- ヒメハルゼミ
  - 片庭ヒメハルゼミ発生地〔茨城県笠間市〕
  - 鶴枝ヒメハルゼミ発生地〔千葉県茂原市〕
  - 能生ヒメハルゼミ発生地〔新潟県糸魚川市〕
- ヘイケボタル
  - 美郷のホタルおよびその発生地〔徳島県吉野川市〕
- ミンミンゼミ
  - 和琴ミンミンゼミ発生地〔北海道川上郡弟子屈町〕
- ヤンバルテナガコガネ
- ルーミスシジミ
  - ルーミスシジミ生息地〔奈良県奈良市〕

### 節足動物（昆虫以外）
- ニホンザリガニ
  - ザリガニ生息地〔秋田県大館市〕
- カブトガニ
  - カブトガニ繁殖地〔岡山県笠岡市〕
  - 伊万里湾カブトガニ繁殖地〔佐賀県伊万里市〕
- オカヤドカリ

### 軟体動物
- カサガイ
- 小笠原諸島産陸貝（ヤマキサゴ科、クビキレガイ科、カワザンショウガイ科、オカミミガイ科、オカモノアラガイ科、ノミガイ科、キバサナギガイ科、キセルガイモドキ科、エンザガイ科、コハクガイ科、ベッコウマイマイ科、ナンバンマイマイ科）

### 原索動物
- ナメクジウオ
  - 大嶋ナメクジウオ生息地（愛知県蒲郡市）
  - ナメクジウオ生息地（広島県三原市）

### 生物群集
- 旧白金御料地〔東京都港区・品川区〕：特徴的な昆虫類が多数生息する。
- 深泥池生物群集〔京都府京都市〕：特徴的な昆虫類が多数生息する。
- 指月山〔山口県萩市〕：ミカドアゲハが生息しており、学術上貴重である。
- 万之瀬川河口域のハマボウ群落及び干潟生物群集〔鹿児島県南さつま市〕：ハクセンシオマネキ、コメツキガニ、チゴガニなどの甲殻類、ハマグリの南限個体群、イソシジミ、ソトオリガイ、ハザクラガイ、ヤマトシジミなどの貝類、環形動物、紐形動物などの干潟生物

## 過去に指定されていた天然記念物
- 十六島ホタルエビ発生地（千葉県香取市）：昭和57年指定解除。
- 狛江淡水クラゲ発生地（東京都狛江市）：昭和45年指定解除。
- 鎌田川のゲンジボタル発生地（山梨県中巨摩郡昭和町）：昭和51年指定解除。日本住血吸虫の中間宿主であるミヤイリガイを駆除した影響により、餌となるカワニナが激減、個体数が減少した。